# Diócesis de Canindeyú
La diócesis de Canindeyú es una circunscripción eclesiástica de la Iglesia católica en Paraguay. Se trata de una diócesis latina, sufragánea de la arquidiócesis de Asunción. Desde el 10 de febrero de 2024 su obispo es Roberto Carlos Zacarías López.

## Territorio y organización
La diócesis tiene 14 667 km² y extiende su jurisdicción sobre los fieles católicos de rito latino residentes en el departamento de Canindeyú.
La sede de la diócesis se encuentra en la ciudad de Katueté, en donde se halla la Catedral del Sagrado Corazón de Jesús.
En 2022 en la diócesis existían 25 parroquias.

## Historia
La diócesis fue erigida el 10 de febrero de 2024 por el papa Francisco con la bula Alteri alterius, obteniendo el territorio de la diócesis de Ciudad del Este. En la misma bula en que erigió la diócesis, el papa nombró a Roberto Carlos Zacarías López como su primer obispo. Zacarías López fue ordenado obispo por el cardenal Adalberto Martínez Flores, arzobispo de Asunción, Pedro Collar Noguera, obispo de Ciudad del Este; y Wilhelm Steckling, obispo emérito de Ciudad del Este.

## Estadísticas
Según el boletín de la Santa Sede la diócesis tenía a principios de 2024 un total de 211 138 fieles bautizados.
| Año                                                                             | Población            | Población | Población      | Sacerdotes | Sacerdotes    | Sacerdotes    | Bautizados por sacerdote | Diáconos permanentes | Religiosos | Religiosos | Parroquias |
| Año                                                                             | Bautizados católicos | Total     | % de católicos | Total      | Clero secular | Clero regular | Bautizados por sacerdote | Diáconos permanentes | Varones    | Mujeres    | Parroquias |
| ------------------------------------------------------------------------------- | -------------------- | --------- | -------------- | ---------- | ------------- | ------------- | ------------------------ | -------------------- | ---------- | ---------- | ---------- |
| 2024                                                                            | 211 138              | 239 386   | 88.2           | 18         | 11            | 7             | 11 729                   |                      | 8          | 22         | 12         |
| Fuente: Catholic-Hierarchy, que a su vez toma los datos del Anuario Pontificio. |                      |           |                |            |               |               |                          |                      |            |            |            |

## Episcopologio
- Roberto Carlos Zacarías López, desde el 10 de febrero de 2024